# 千金子属
千金子属（学名：Leptochloa）是禾本科下的一个属，为一年生、直立、簇生草本植物。该属共有20种，分布于热带和亚热带地区。
属名Leptochloa来源于希腊语leptos（瘦弱的）和chloe（草）的合成词，指花序纤细。

## 下属物种
- 千金子 Leptochloa chinensis (L.) Nees
- 虮子草 Leptochloa panicea (Retz.) Ohwi